# Église Saint-Pierre de Liverdun
Pour les articles homonymes, voir Église Saint-Pierre.
L’église Saint-Pierre de Liverdun est une église de culte catholique bâtie au XIIe siècle, à Liverdun, commune française située dans le département de Meurthe-et-Moselle (54) et la région Grand Est. 

## Situation
L'église se trouve au centre de la ville haute, qui était fortifiée au Moyen Âge ; son portail donne sur une place où se trouve le portail du presbytère et une croix de mission qui sont aussi classés. L'arrière de l'église est visible depuis la place de la Fontaine avec ses arcades et ses maisons classées.

## Histoire

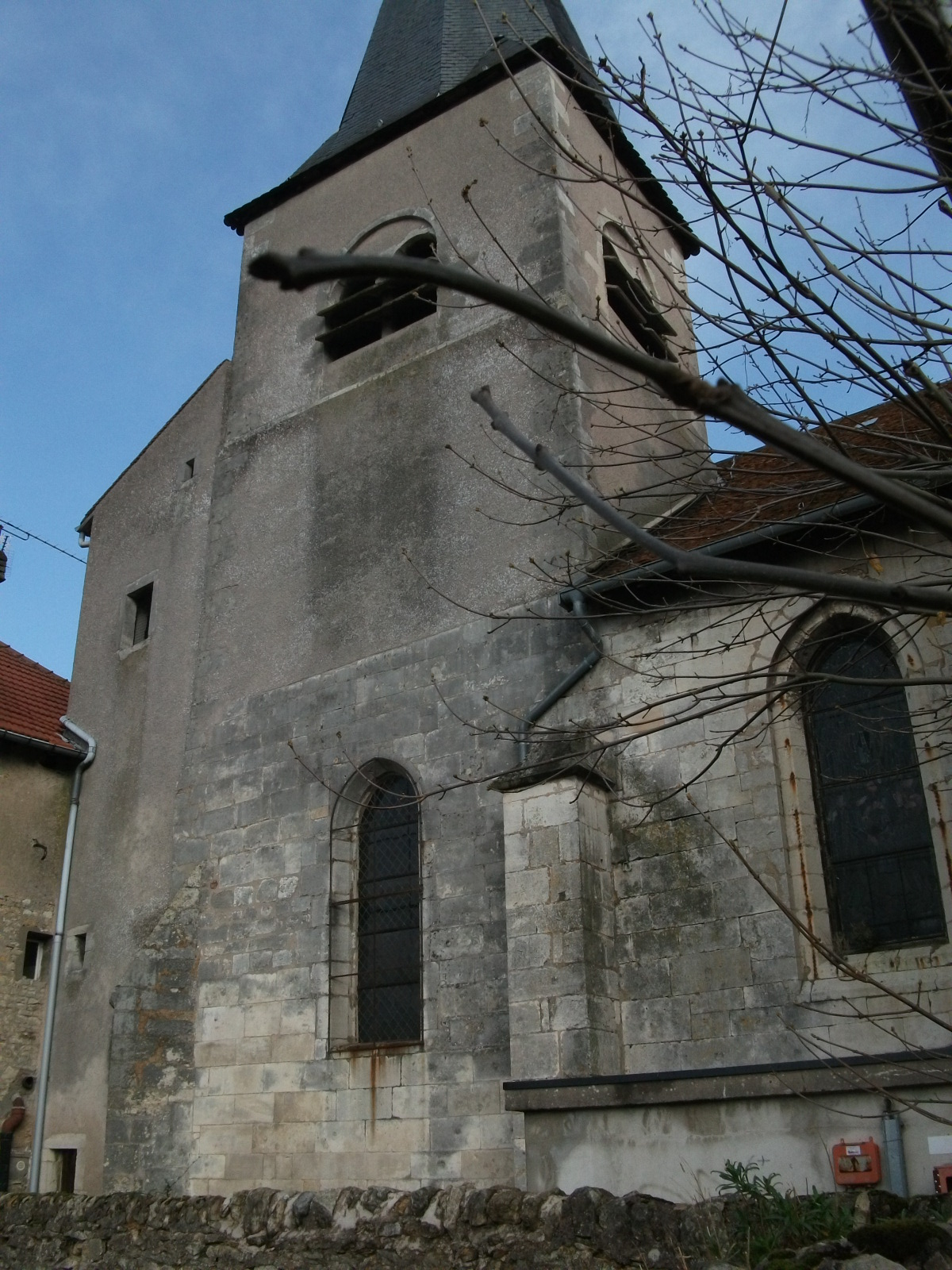
La tour, vue extérieure.

L'église Saint-Pierre est une ancienne collégiale qui a une tour romane avec un clocher moderne, une nef et des bas-côtés du XIIe siècle ayant des chapiteaux à crochets. 
Le transept est aussi du XIIe siècle avec un chevet remanié au XVIIIe et XIXe siècles. 
Elle abrite le tombeau de saint Euchaire, un gisant renaissance du XVIe siècle dans un enfeu. Elle a aussi des tableaux du XVIIIe siècle et d'anciennes peintures murales.
Elle a été classée au titre des monuments historiques par arrêté du 25 novembre 1924.

## Description

### Orgues

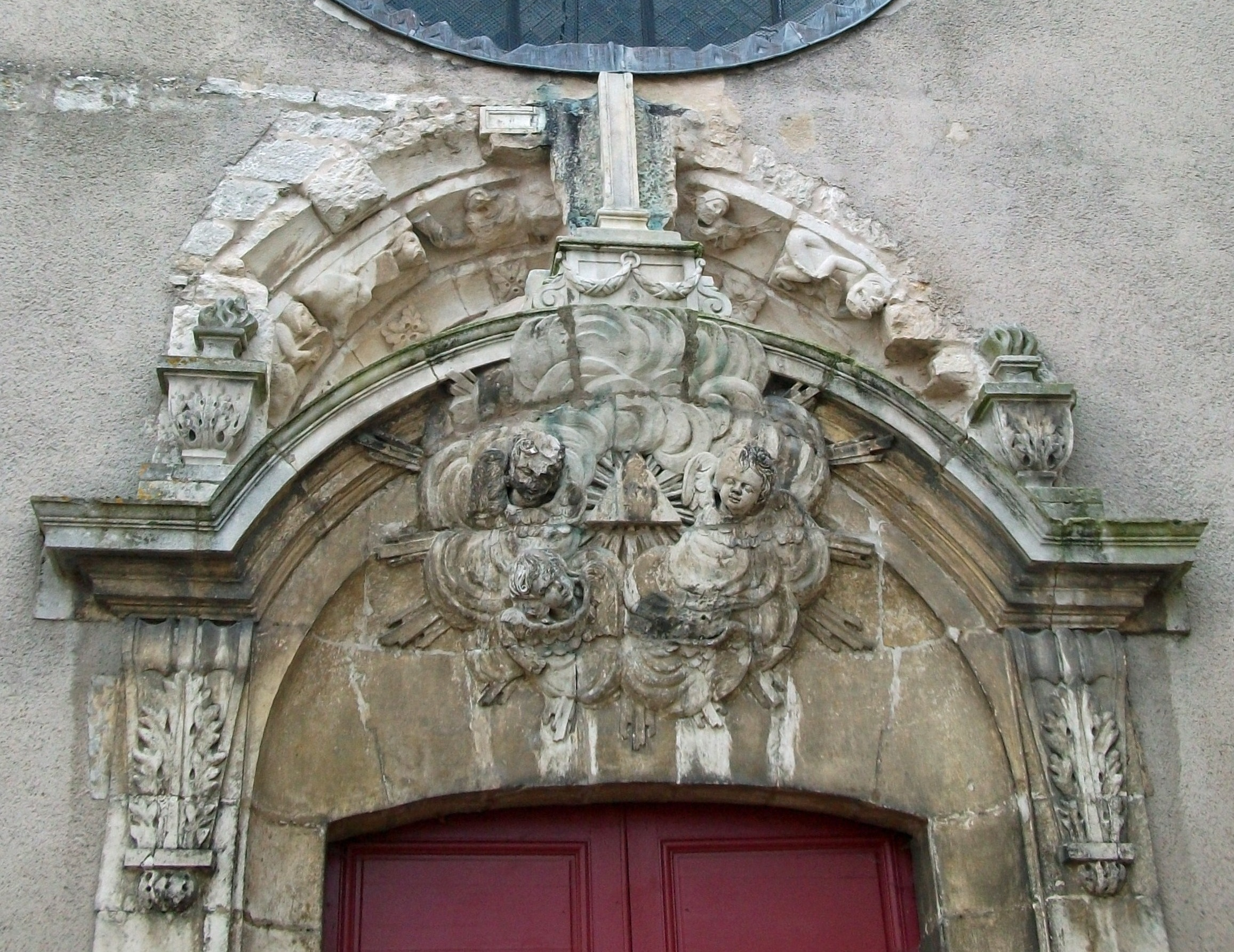
Détail du portail.

Comme les orgues étaient en mauvais état, une commande est passée en 1846 à Claude Ignace Callinet, l'orgue actuel est quasiment en état d'origine et constitue le seul ouvrage de Claude Ignace Callinet en Lorraine. La console comporte un seul clavier manuel et un pédalier droit. Seule la partie instrumentale, toujours en usage, est protégée au titre objet des monuments historiques depuis 1984.

### Portail
Le portail occidental a été remanié mais une partie de l'ancienne sculpture est toujours visible, cf photographie jointe.

### Devant d'autel
Le devant d'autel du maître-autel est une sculpture en pierre de pays. Encadré par une moulure profilée en gorge semée de quintefeuilles, il comporte une arcature centrale polylobée avec, de part et d'autre quatre arcatures plus étroites également polylobées. Chacune abrite une figure. Cette œuvre, exécutée après 1853, est classée au titre immeuble des monuments historiques depuis 1984.

### Clôture de choeur
La clôture de chœur ou grille de communion comprend trois portes, dont une à deux vantaux en son axe, et deux panneaux longs ; entre ces éléments majeurs, s'intercalent six panneaux étroits soit au total trois types d'éléments de composition identique entre eux. Tous sont constitués d'un habile agencement de volutes s'ordonnant autour d'un médaillon central ovale exposant chacun un motif symbolique en tôle découpée. Elle est du XVIIIe siècle et classée au titre immeuble des monuments historiques depuis 1984.

### Chandeliers et croix d'autel
Les six chandeliers d'autel et la croix d'autel sur le maître-autel sont une dinanderie de cuivre réargenté et médaillons redorés, classée au titre objet des monuments historiques depuis 1984. Chacune des faces de leurs bases triangulaires est ornée d'un médaillon ovale rapporté exposant les bustes du Christ, de la Vierge, et des têtes d'angelots ailées. La partie inférieure de la tige en forme de balustre, est accusée sur ses arêtes par un petit feuillage contribuant à en épanouir le volume.

### Tableaux
- La Vierge remettant la ceinture de l'habit des ermites de Saint-Augustin à saint Augustin et à sainte Monique.
Peinture sur toile avec un cadre orné de palmettes et de fleurettes à chacun de ses angles, au sommet et sur les côtés, classée au titre objet du patrimoine mobilier depuis le 22 juillet 1983[6].
- Le Christ remettant les clefs à saint Pierre.
Peinture sur toile avec des armoiries non identifiées, partiellement illisibles, classée au titre objet du patrimoine mobilier depuis le 5 septembre 1984[7].
- Saint Pierre ressuscitant Tabitha.
Peinture sur toile avec un cadre de bois doré, classée au titre objet du patrimoine mobilier depuis le 22 juillet 1983[8].
- Sainte Marguerite.
Peinture sur toile avec un cadre de bois doré située dans le bras nord du transept, classée au titre objet du patrimoine mobilier depuis le 22 juillet 1983[9].

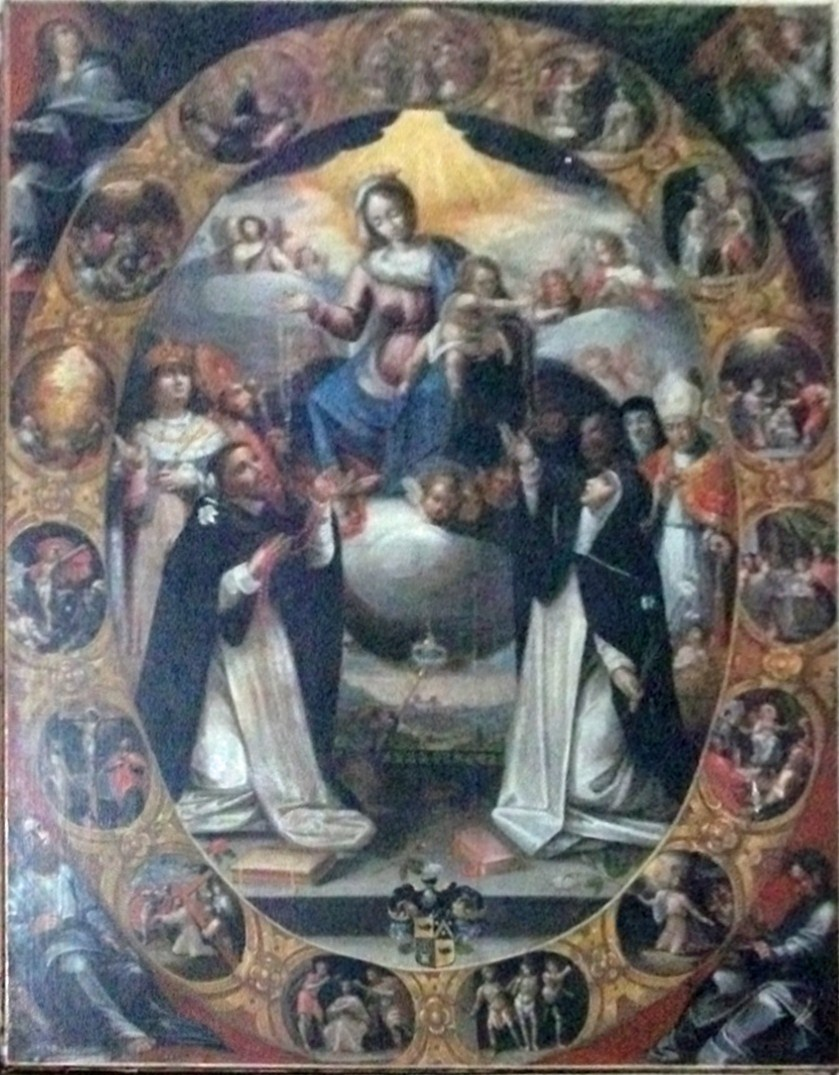
La Vierge remettant la ceinture à saint Augustin et sainte Monique[6].
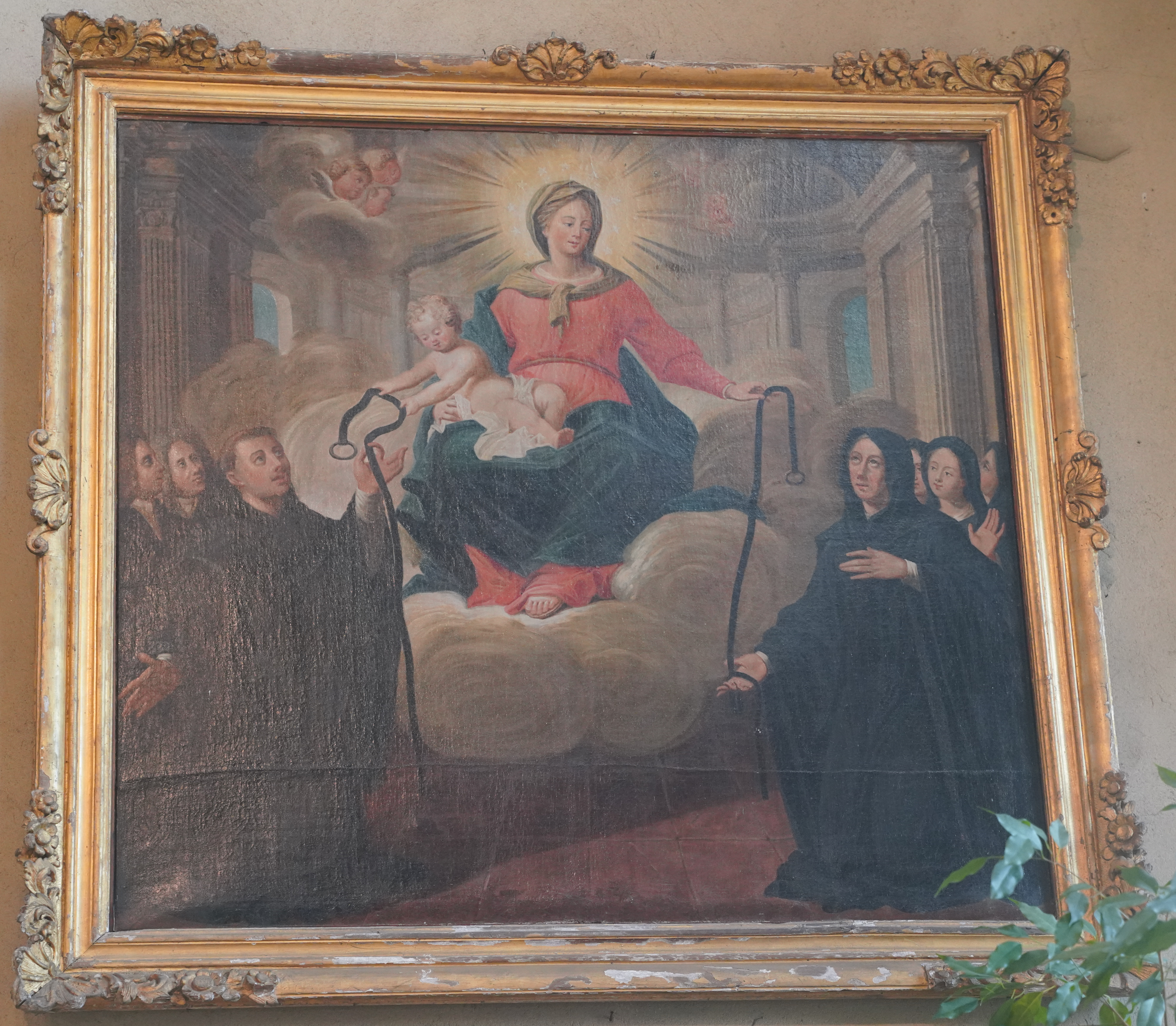
Marie remettant les ceintures.
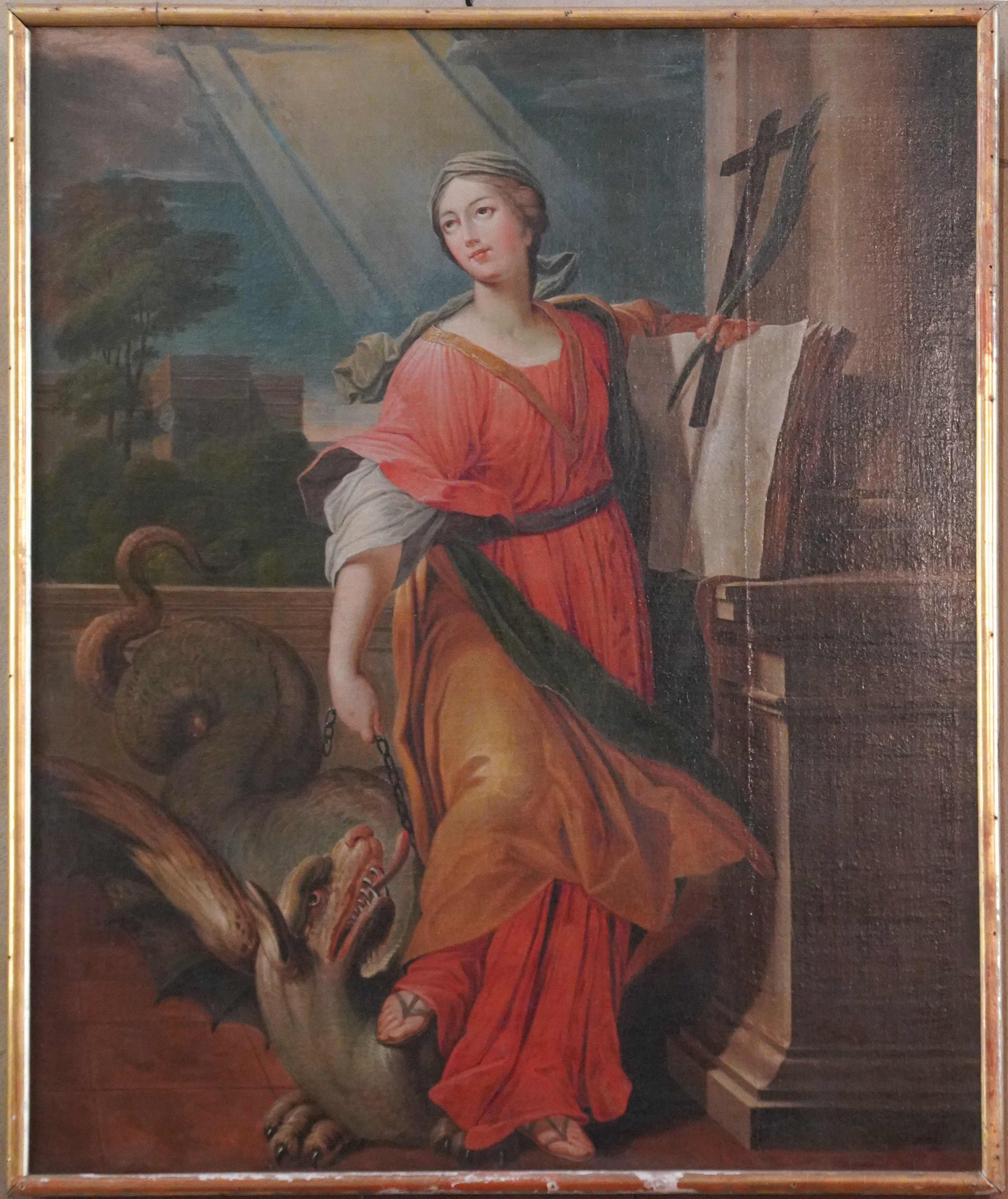
Marguerite et le dragon.
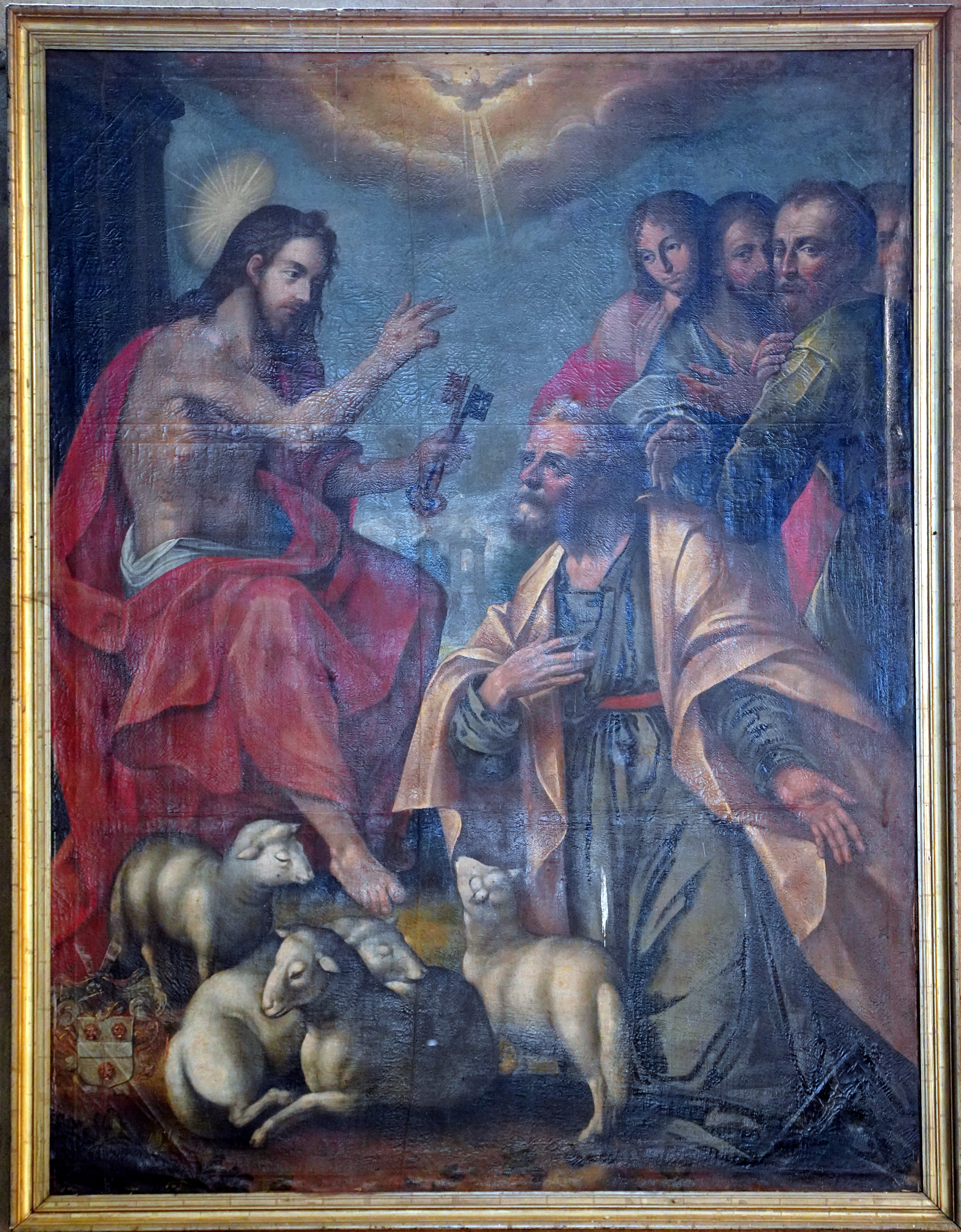
Saint Pierre.

## Photographies

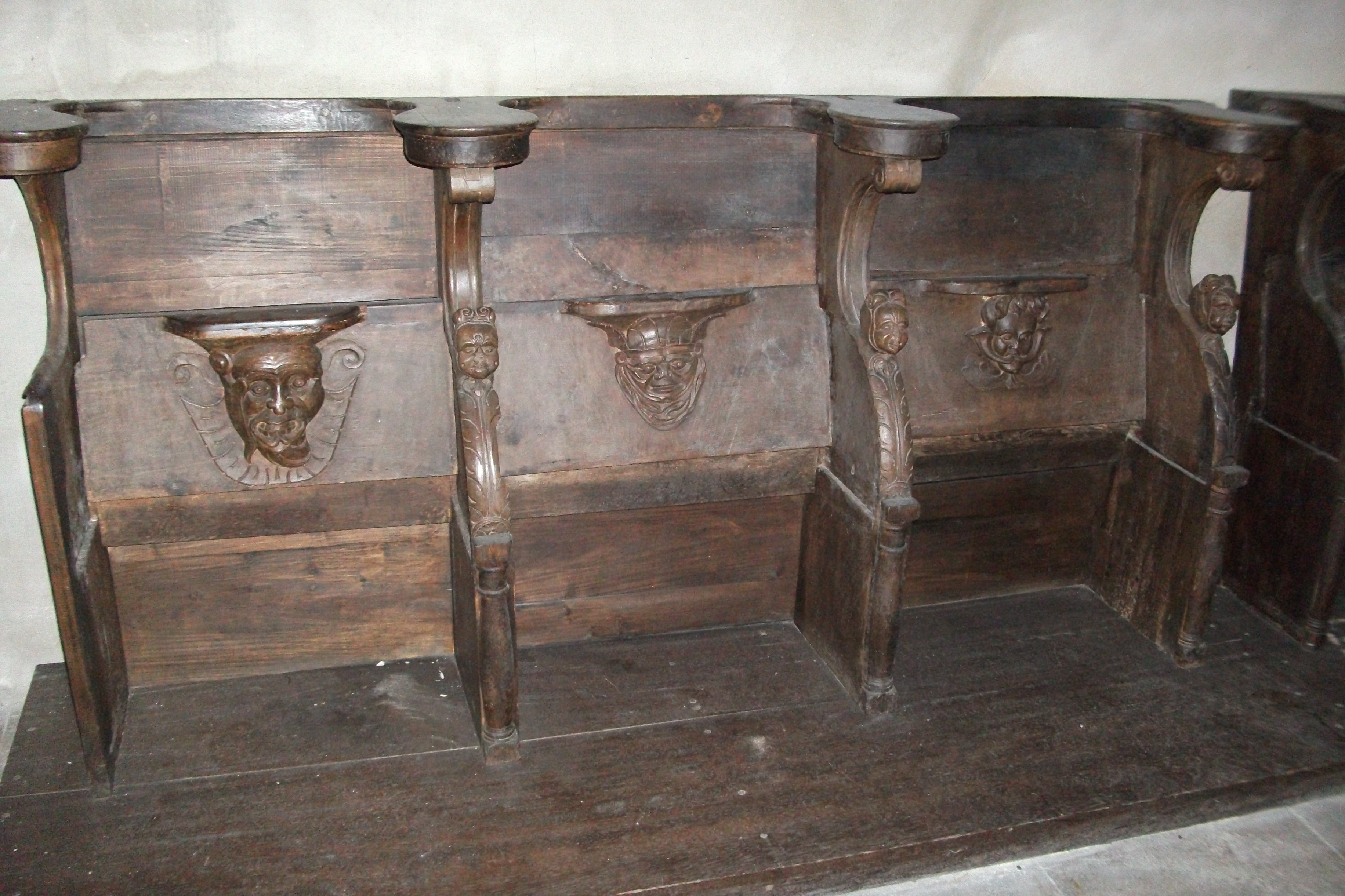
Stalles sculptées.
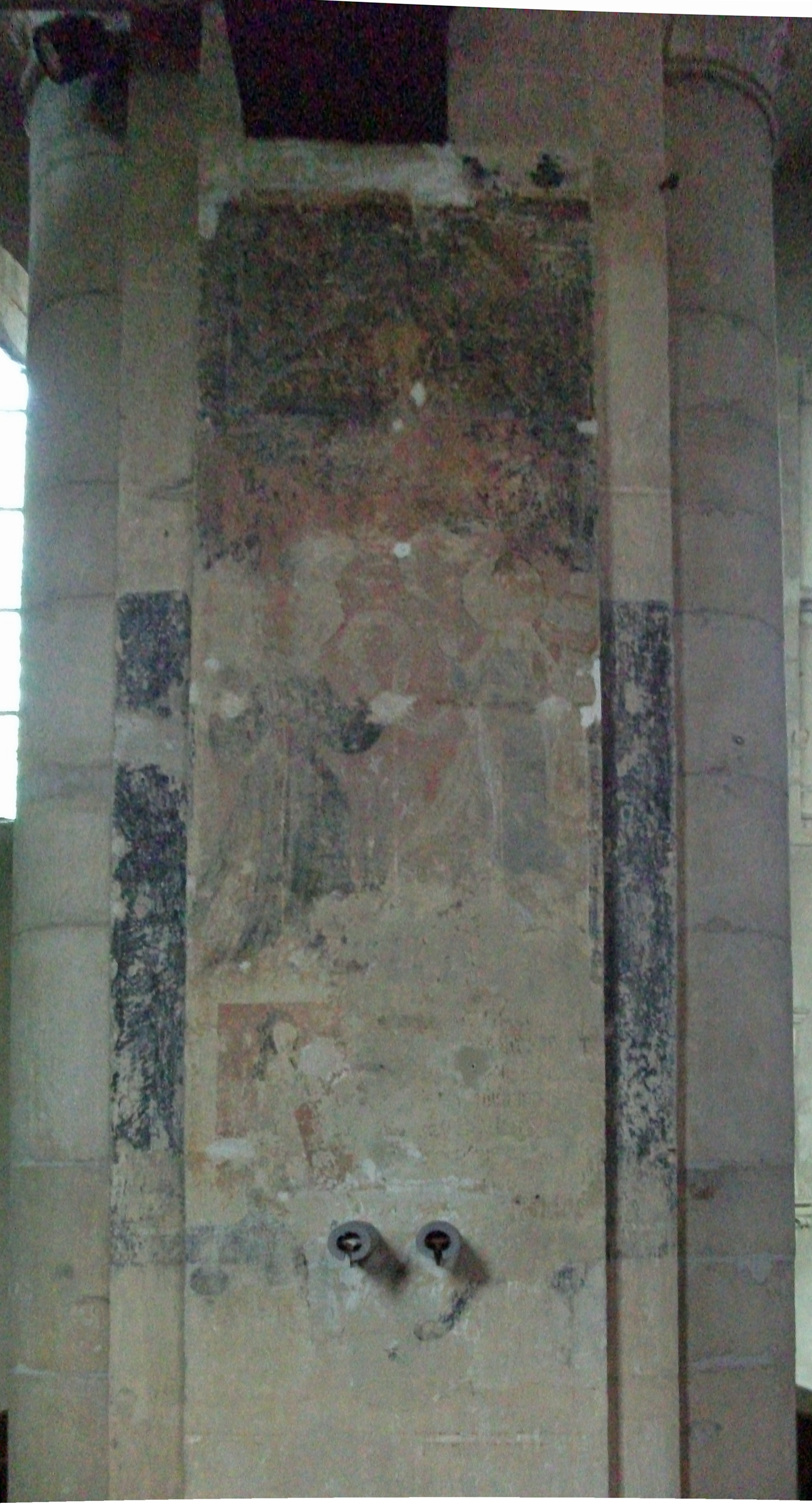
Peintures murales.
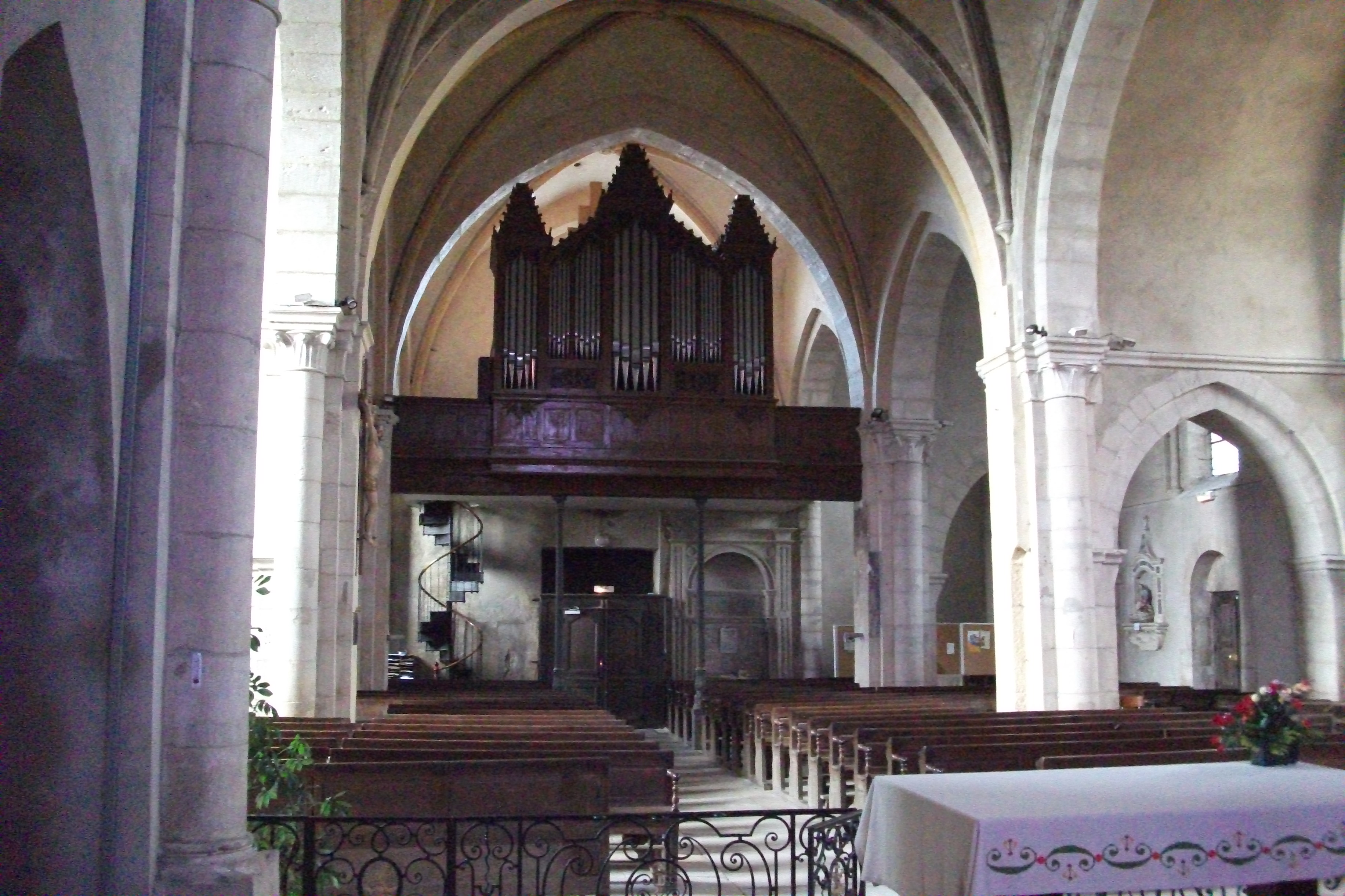
Orgues[2].
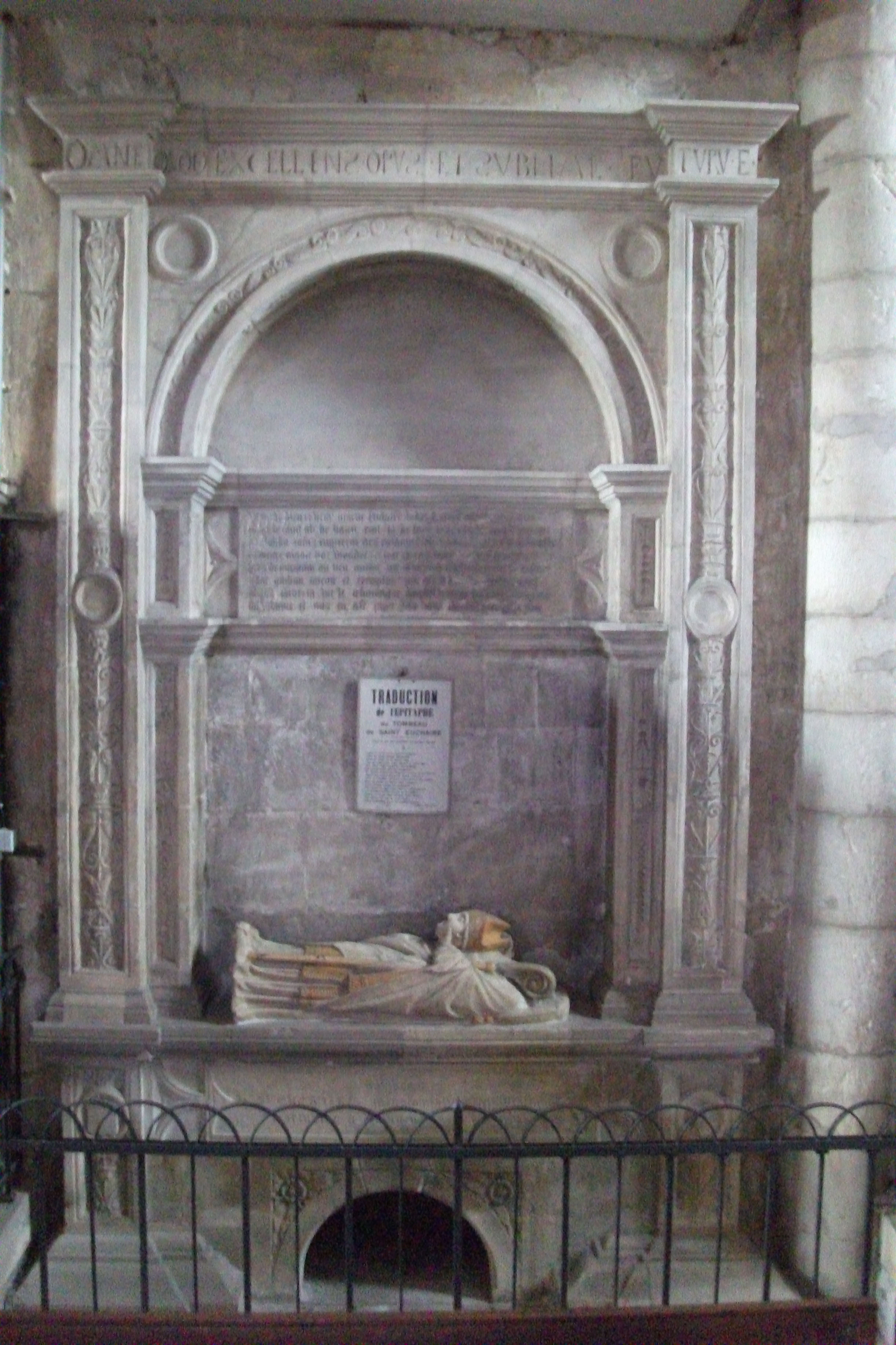
Gisant de saint Euchaire.
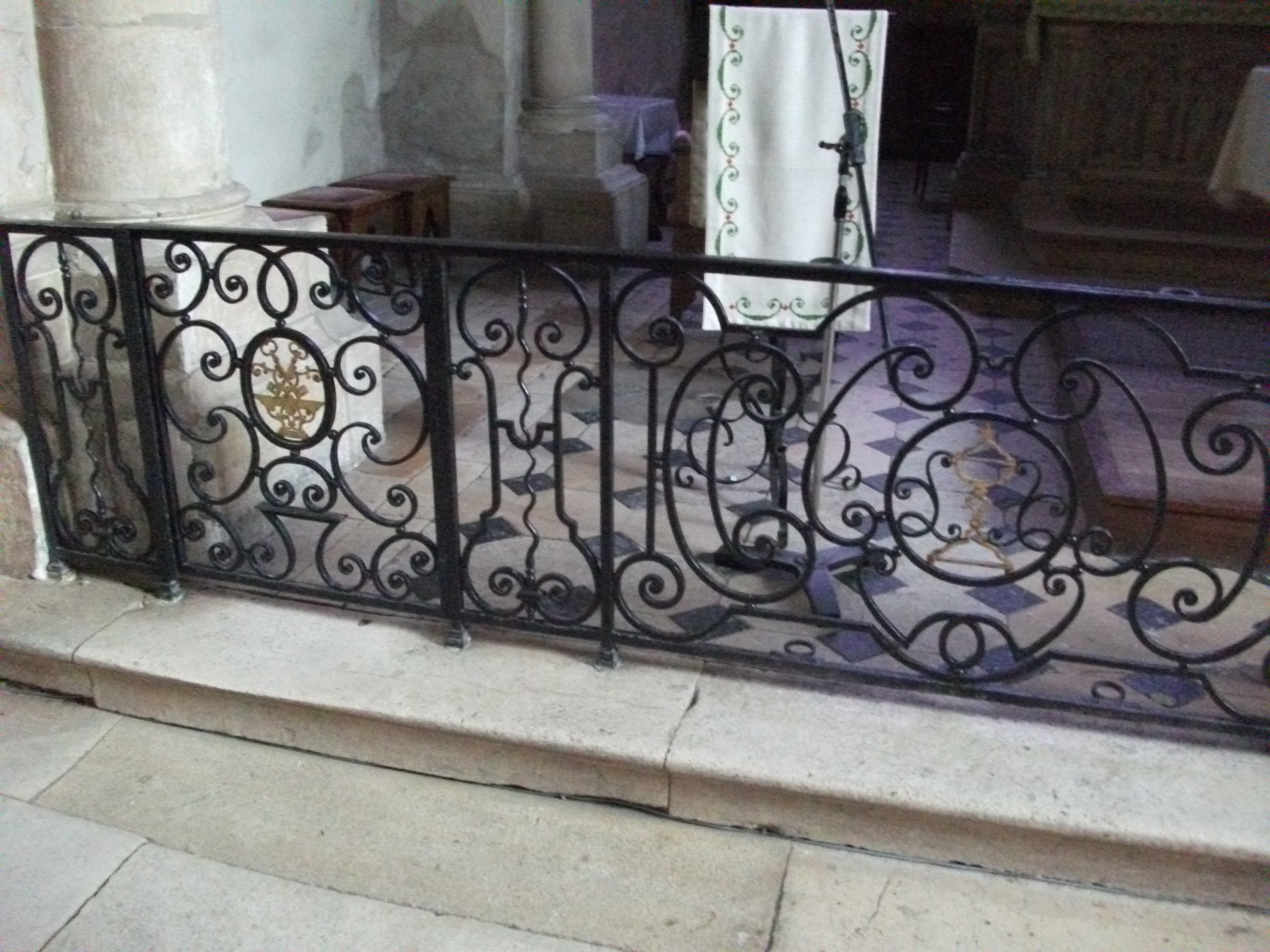
Grille de chœur[4].
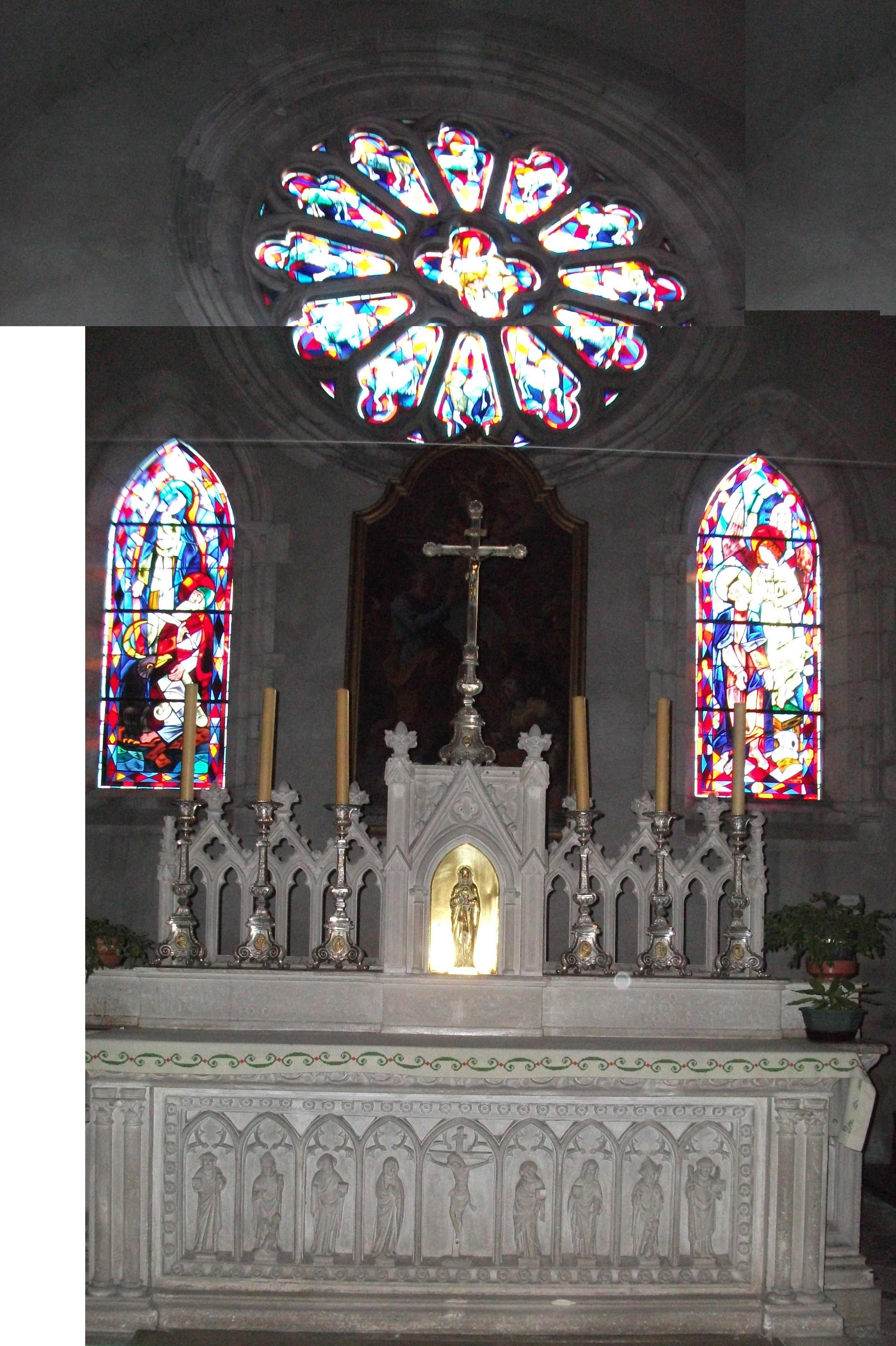
Devant d'autel classé[3].